# Arrondissement di Laon
L'arrondissement di Laon è un arrondissement dipartimentale della Francia situato nel dipartimento dell'Aisne, nella regione dell'Alta Francia.

## Storia
Fu creato nel 1800, sulla base dei preesistenti distretti.

## Composizione
L'arrondissement è composto da 278 comuni raggruppati in 13 cantoni:
- cantone di Anizy-le-Château
- cantone di Chauny
- cantone di Coucy-le-Château-Auffrique
- cantone di Craonne
- cantone di Crécy-sur-Serre
- cantone di La Fère
- cantone di Laon-Nord
- cantone di Laon-Sud
- cantone di Marle
- cantone di Neufchâtel-sur-Aisne
- cantone di Rozoy-sur-Serre
- cantone di Sissonne
- cantone di Tergnier

### Comuni
I comuni dell'arrondissement di Laon sono:
| 1. Abbécourt                      | 2. Agnicourt-et-Séchelles            | 3. Aguilcourt                  | 4. Aizelles                     |
| 5. Amifontaine                    | 6. Amigny-Rouy                       | 7. Anguilcourt-le-Sart         | 8. Anizy-le-Château             |
| 9. Archon                         | 10. Arrancy                          | 11. Assis-sur-Serre            | 12. Athies-sous-Laon            |
| 13. Aubigny-en-Laonnois           | 14. Audignicourt                     | 15. Aulnois-sous-Laon          | 16. Les Autels                  |
| 17. Autremencourt                 | 18. Autreville                       | 19. Barenton-Bugny             | 20. Barenton-Cel                |
| 21. Barenton-sur-Serre            | 22. Barisis                          | 23. Bassoles-Aulers            | 24. Beaumont-en-Beine           |
| 25. Beaurieux                     | 26. Beautor                          | 27. Berlise                    | 28. Berry-au-Bac                |
| 29. Bertaucourt-Epourdon          | 30. Bertricourt                      | 31. Besmé                      | 32. Besny-et-Loizy              |
| 33. Béthancourt-en-Vaux           | 34. Bichancourt                      | 35. Bièvres                    | 36. Blérancourt                 |
| 37. Bois-lès-Pargny               | 38. Boncourt                         | 39. Bouconville-Vauclair       | 40. Bouffignereux               |
| 41. Bourg-et-Comin                | 42. Bourguignon-sous-Coucy           | 43. Bourguignon-sous-Montbavin | 44. Brancourt-en-Laonnois       |
| 45. Braye-en-Laonnois             | 46. Brie                             | 47. Brunehamel                 | 48. Bruyères-et-Montbérault     |
| 49. Bucy-lès-Cerny                | 50. Bucy-lès-Pierrepont              | 51. Caillouël-Crépigny         | 52. Camelin                     |
| 53. Caumont                       | 54. Cerny-en-Laonnois                | 55. Cerny-lès-Bucy             | 56. Cessières                   |
| 57. Chaillevois                   | 58. Chalandry                        | 59. Chambry                    | 60. Chamouille                  |
| 61. Champs                        | 62. Chaourse                         | 63. Charmes                    | 64. Châtillon-lès-Sons          |
| 65. Chaudardes                    | 66. Chauny                           | 67. Chérêt                     | 68. Chermizy-Ailles             |
| 69. Chéry-lès-Pouilly             | 70. Chéry-lès-Rozoy                  | 71. Chevregny                  | 72. Chivres-en-Laonnois         |
| 73. Chivy-lès-Étouvelles          | 74. Cilly                            | 75. Clacy-et-Thierret          | 76. Clermont-les-Fermes         |
| 77. Colligis-Crandelain           | 78. Commenchon                       | 79. Concevreux                 | 80. Condé-sur-Suippe            |
| 81. Condren                       | 82. Corbeny                          | 83. Coucy-le-Château-Auffrique | 84. Coucy-lès-Eppes             |
| 85. Coucy-la-Ville                | 86. Courbes                          | 87. Courtrizy-et-Fussigny      | 88. Couvron-et-Aumencourt       |
| 89. Craonne                       | 90. Craonnelle                       | 91. Crécy-au-Mont              | 92. Crécy-sur-Serre             |
| 93. Crépy                         | 94. Cuirieux                         | 95. Cuiry-lès-Chaudardes       | 96. Cuiry-lès-Iviers            |
| 97. Cuissy-et-Geny                | 98. Dagny-Lambercy                   | 99. Danizy                     | 100. Dercy                      |
| 101. Deuillet                     | 102. Dohis                           | 103. Dolignon                  | 104. Ébouleau                   |
| 105. Eppes                        | 106. Erlon                           | 107. Étouvelles                | 108. Évergnicourt               |
| 109. Faucoucourt                  | 110. La Fère                         | 111. Festieux                  | 112. Folembray                  |
| 113. Fourdrain                    | 114. Fresnes                         | 115. Fressancourt              | 116. Frières-Faillouël          |
| 117. Froidmont-Cohartille         | 118. Gernicourt                      | 119. Gizy                      | 120. Goudelancourt-lès-Berrieux |
| 121. Goudelancourt-lès-Pierrepont | 122. Grandrieux                      | 123. Guignicourt               | 124. Guivry                     |
| 125. Guny                         | 126. Guyencourt                      | 127. Jumencourt                | 128. Jumigny                    |
| 129. Juvincourt-et-Damary         | 130. Laniscourt                      | 131. Laon                      | 132. Lappion                    |
| 133. Laval-en-Laonnois            | 134. Leuilly-sous-Coucy              | 135. Lierval                   | 136. Liesse-Notre-Dame          |
| 137. Liez                         | 138. Lislet                          | 139. Lizy                      | 140. Lor                        |
| 141. Mâchecourt                   | 142. Maizy                           | 143. La Malmaison              | 144. Manicamp                   |
| 145. Marchais                     | 146. Marcy-sous-Marle                | 147. Marle                     | 148. Martigny-Courpierre        |
| 149. Mauregny-en-Haye             | 150. Mayot                           | 151. Mennessis                 | 152. Menneville                 |
| 153. Merlieux-et-Fouquerolles     | 154. Mesbrecourt-Richecourt          | 155. Meurival                  | 156. Missy-lès-Pierrepont       |
| 157. Molinchart                   | 158. Monampteuil                     | 159. Monceau-lès-Leups         | 160. Monceau-le-Waast           |
| 161. Mons-en-Laonnois             | 162. Montaigu                        | 163. Montbavin                 | 164. Montchâlons                |
| 165. Montcornet                   | 166. Monthenault                     | 167. Montigny-le-Franc         | 168. Montigny-sous-Marle        |
| 169. Montigny-sur-Crécy           | 170. Montloué                        | 171. Morgny-en-Thiérache       | 172. Mortiers                   |
| 173. Moulins                      | 174. Moussy-Verneuil                 | 175. Muscourt                  | 176. Neufchâtel-sur-Aisne       |
| 177. Neuflieux                    | 178. La Neuville-Bosmont             | 179. Neuville-sur-Ailette      | 180. Nizy-le-Comte              |
| 181. Noircourt                    | 182. Nouvion-et-Catillon             | 183. Nouvion-le-Comte          | 184. Nouvion-le-Vineux          |
| 185. Oeuilly                      | 186. Ognes                           | 187. Orainville                | 188. Orgeval                    |
| 189. Oulches-la-Vallée-Foulon     | 190. Paissy                          | 191. Pancy-Courtecon           | 192. Parfondeval                |
| 193. Parfondru                    | 194. Pargny-les-Bois                 | 195. Pierremande               | 196. Pierrepont                 |
| 197. Pignicourt                   | 198. Ployart-et-Vaurseine            | 199. Pontavert                 | 200. Pouilly-sur-Serre          |
| 201. Prémontré                    | 202. Presles-et-Thierny              | 203. Prouvais                  | 204. Proviseux-et-Plesnoy       |
| 205. Quierzy                      | 206. Quincy-Basse                    | 207. Raillimont                | 208. Remies                     |
| 209. Renneval                     | 210. Résigny                         | 211. Rogécourt                 | 212. Roucy                      |
| 213. Rouvroy-sur-Serre            | 214. Royaucourt-et-Chailvet          | 215. Rozoy-sur-Serre           | 216. Saint-Aubin                |
| 217. Sainte-Croix                 | 218. Saint-Erme-Outre-et-Ramecourt   | 219. Sainte-Geneviève          | 220. Saint-Gobain               |
| 221. Saint-Nicolas-aux-Bois       | 222. Saint-Paul-aux-Bois             | 223. Saint-Pierremont          | 224. Sainte-Preuve              |
| 225. Saint-Thomas                 | 226. Samoussy                        | 227. Selens                    | 228. La Selve                   |
| 229. Septvaux                     | 230. Servais                         | 231. Sissonne                  | 232. Soize                      |
| 233. Sons-et-Ronchères            | 234. Tavaux-et-Pontséricourt         | 235. Tergnier                  | 236. Thiernu                    |
| 237. Le Thuel                     | 238. Travecy                         | 239. Trosly-Loire              | 240. Trucy                      |
| 241. Ugny-le-Gay                  | 242. Urcel                           | 243. Variscourt                | 244. Vassens                    |
| 245. Vassogne                     | 246. Vaucelles-et-Beffecourt         | 247. Vendresse-Beaulne         | 248. Verneuil-sous-Coucy        |
| 249. Verneuil-sur-Serre           | 250. Versigny                        | 251. Vesles-et-Caumont         | 252. Veslud                     |
| 253. La Ville-aux-Bois-lès-Dizy   | 254. La Ville-aux-Bois-lès-Pontavert | 255. Villequier-Aumont         | 256. Vincy-Reuil-et-Magny       |
| 257. Vivaise                      | 258. Vorges                          | 259. Voyenne                   | 260. Wissignicourt              |
| 261. Achery                       | 262. Andelain                        | 263. Berrieux                  | 264. Bosmont-sur-Serre          |
| 265. Dizy-le-Gros                 | 266. Grandlup-et-Fay                 | 267. Landricourt               | 268. Marest-Dampcourt           |
| 269. La Neuville-en-Beine         | 270. Pargnan                         | 271. Pinon                     | 272. Pont-Saint-Mard            |
| 273. Sinceny                      | 274. Suzy                            | 275. Toulis-et-Attencourt      | 276. Vauxaillon                 |
| 277. Vigneux-Hocquet              | 278. Viry-Noureuil                   |                                |                                 |